# Kanton Peyrolles-en-Provence
Der Kanton Peyrolles-en-Provence war von 1833 bis 2015 ein französischer Wahlkreis im Arrondissement Aix-en-Provence, im Département Bouches-du-Rhône und in der Region Provence-Alpes-Côte d’Azur. Hauptort war Peyrolles-en-Provence. Die landesweiten Änderungen in der Zusammensetzung der Kantone brachten im März 2015 seine Auflösung.
Der Kanton war 249,02 km2 groß und hatte 19.078 Einwohner (Stand 2012).

## Gemeinden
| Gemeinde               | Einwohner (Stand: 2022) | Code postal | Code Insee |
| ---------------------- | ----------------------- | ----------- | ---------- |
| Jouques                | 4478                    | 13490       | 13048      |
| Meyrargues             | 3818                    | 13650       | 13059      |
| Peyrolles-en-Provence  | 5316                    | 13860       | 13074      |
| Le Puy-Sainte-Réparade | 5794                    | 13610       | 13080      |
| Saint-Paul-lès-Durance | 886                     | 13115       | 13099      |